# Lissotriton vulgaris
El tritón común (Lissotriton vulgaris) es una especie de anfibio urodelo de la familia Salamandridae.
Es el tritón más común del género Lissotriton. L. vulgaris se encuentra en casi toda Europa, exceptuando las zonas más septentrionales, sur de Francia y la península ibérica.